# Roderick Sinclair
James Roderick Sinclair (29 septembre 1906 - 1965) est un officier de l'armée britannique pendant la Seconde Guerre mondiale et également chef du clan Sinclair.

## Biographie
Il rejoint les Gordon Highlanders et atteint le grade de brigadier et en tant que tel dirige son régiment (une partie de la 51e division des Highlands) à travers la France, la Belgique, les Pays-Bas et en Allemagne pendant la Seconde Guerre mondiale et est décoré de l'Ordre du Service distingué et fait commandeur de l'Ordre de l'Empire britannique.
En 1949, il est nommé premier commandant de l'armée de Ceylan et joue un rôle majeur dans son établissement en tant qu'armée régulière de la Force de défense volontaire de Ceylan jusqu'en 1952. De retour au Royaume-Uni, il reçoit diverses affectations en Angleterre et en Écosse avant d'être nommé en 1955 agent foncier et directeur du domaine privé de la reine au château de Balmoral, dans l'Aberdeenshire où il vit jusqu'à sa mort. Après avoir quitté l'armée, il est nommé colonel de son ancien régiment, les Gordon Highlanders .
Il succède à son oncle paternel, mort sans fils, en tant que 19e comte de Caithness.
Sa première épouse, dont il a trois filles (Jean, Margaret et Fiona), meurt pendant la guerre et après celle-ci, en 1946, il épouse une veuve, Gabrielle Ormerod (1912-1990), dont le mari a été tué en service actif en Afrique, la laissant avec une fille (Susie). En 1947, en poste en Allemagne, une autre fille (Bridget) est née et l'année suivante en Birmanie, Malcolm, Lord Berriedale est né. À sa mort en 1965, son fils Lord Berriedale devient le 20e comte de Caithness et chef du clan Sinclair.